# Urbar (Mayen-Coblence)
Pour les articles homonymes, voir Urbar.
Urbar est une municipalité du Verbandsgemeinde Vallendar, dans l'arrondissement de Mayen-Coblence, en Rhénanie-Palatinat, dans l'ouest de l'Allemagne.